# Temnaspis bonneuili
Temnaspis bonneuili es una especie de coleóptero de la familia Megalopodidae.

## Distribución geográfica
Habita en Siberia.